# سالمین
سالمین یک شرکت سهامی عام ایرانی تولیدکننده کیک، بیسکویت، پفک است، که در سال ۱۳۵۳ تأسیس شده‌است.
این شرکت که در شهرک صنعتی کاوه قرار دارد توسط شرکت شیرین عسل و شرکت‌های وابسته به آن خریداری شده‌است و هم‌اکنون سهام آن در بورس ایران خرید و فروش می‌شود.